# Andezeno
Andezeno is een gemeente in de Italiaanse provincie Turijn (regio Piëmont) en telt 2.001 inwoners (31-12-2013). De oppervlakte bedraagt 7,5 km², de bevolkingsdichtheid is 267 inwoners per km².

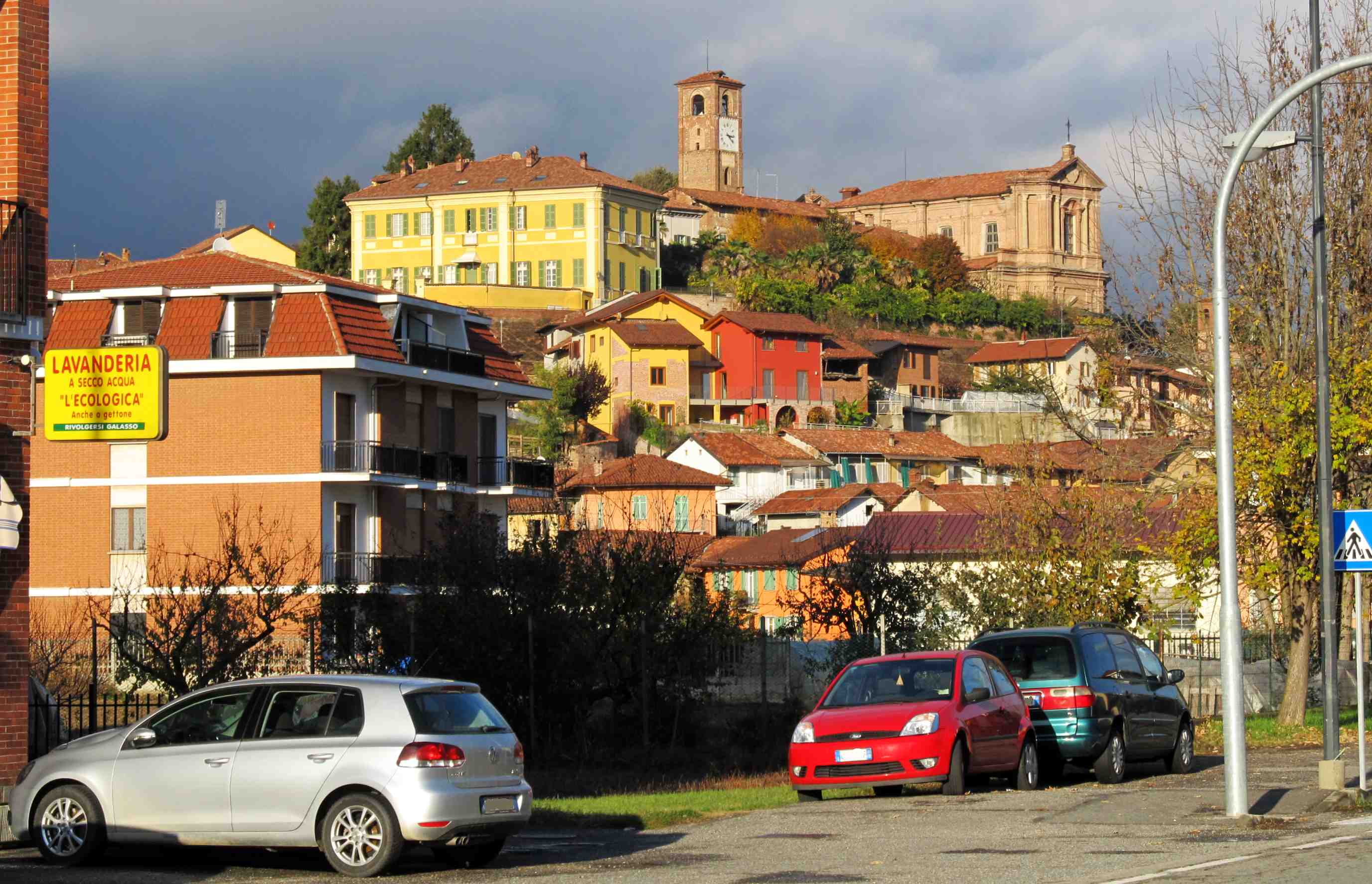
Andezeno
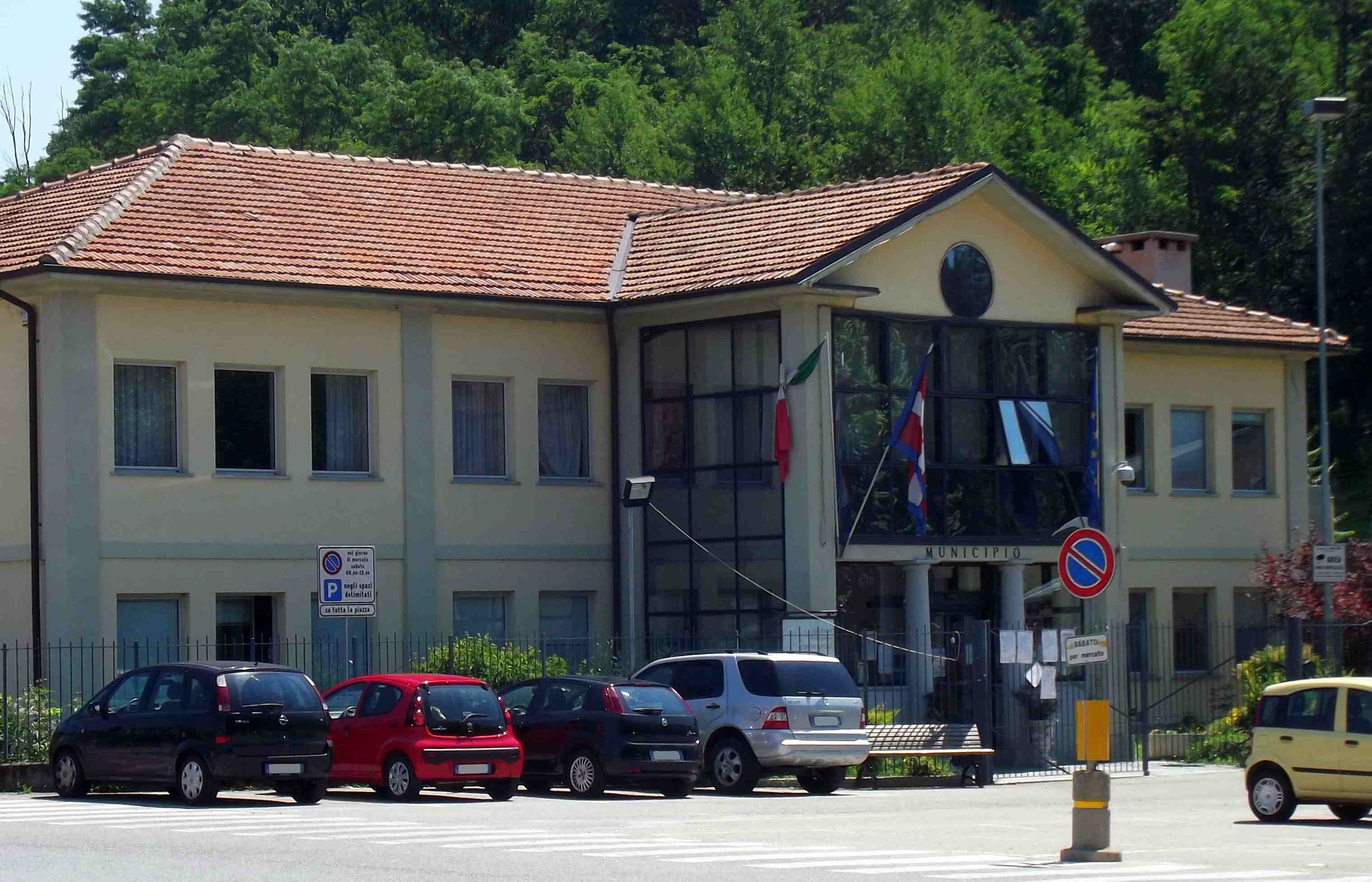
Gemeentehuis

## Demografie
Andezeno telt ongeveer 722 huishoudens. Het aantal inwoners steeg in de periode 1991-2001 met 0,7% volgens cijfers uit de tienjaarlijkse volkstellingen van ISTAT.
| Jaar | Inwoneraantal |
| ---- | ------------- |
| 1991 | 1693          |
| 2001 | 1705          |

## Geografie
De gemeente ligt op ongeveer 306 m boven zeeniveau.
Andezeno grenst aan de volgende gemeenten: Marentino, Montaldo Torinese, Chieri, Arignano.
1. ↑  https://demo.istat.it/?l=it.